# Aviva plc
Aviva Plc (LSE: AV.) es el sexto grupo de seguros del mundo, el primero de Reino Unido y el segundo de Canadá. En Europa, sus principales rivales son Axa, Allianz y Generali. Está presente en más de 30 países.

## Historia
En su larga historia, la actual Aviva nace de la fusión de Abeille Assurances, Norwich Union et CGU plc en 2000. La marca "Aviva", nombre hebreo que significa Primavera o Renovación, se adoptó en julio de 2002 y fue elegido por los propios trabajadores de la firma. 
En enero de 2007 anuncia la jubilación de su director general Richard Harvey en julio de ese año y su sustitución por Andrew Moss, antiguo director financiero.

## Hitos más importantes
2007: Aviva intenta cerrar la compra de la británica Prudential plc, otro gigante de los seguros, pero el proyecto no llegó a buen término. 
2014: En marzo Aviva vende su filial en Turquía a EMF Capital Partners por una suma no precisada.
2014: En diciembre Aviva acuerda fusionarse con la compañía británica Friends Life por 7043 millones de euros. Los accionistas de Friends Life representarán el 26% del nuevo gigante de los seguros.
2017: A finales de 2017 Aviva lanza su plataforma de criptominado, la cual cuenta con la segunda granja minera más grande de Latinoamérica, su plataforma lleva el nombre de https://web.archive.org/web/20181204214844/http://www.avivaminning.com/ y se dedica a ser una de las grandes en la industria, ya con sedes en Argentina, Nueva Zelanda, Canadá entre otros.

## Filiales
- Reino Unido
  - Aviva UK Life
  - Aviva UK Insurance
  - Aviva Investors UK
  - RAC plc -
- Irlanda - Aviva
- Italia - Aviva
- Polonia - CU Aviva
- Canadá - Aviva
- Corea del Sur - Woomi
- España - Aviva
- Estados Unidos - Aviva
- Francia -  Aviva - eurofil -Aviva Direct
- China - Aviva COFCO
  - Delta Lloyd
- India
- Lituania - Aviva
- Malasia - CIMB Aviva
- Rusia - Aviva
- Singapur - Aviva
- República de China - First Aviva | 第一金融控股公司
- Sri Lanka - Aviva NDB Insurance
- Países Bajos+  Bélgica +  Alemania - Delta Lloyd (2009)